# SHO-TIME
『SHO-TIME』（ショー・タイム）は、ジェフ・フレッチャーによって著された書籍。

## 概要
2022年7月12日に徳間書店より発売。日米で同時に発売され、読者からの期待も高く事前予約が好調で、発売日の前に重版が決定した。
2023年2月22日にはオーディオブックでも発売。
史上最高の二刀流のメジャーリーガーである大谷翔平はどのようにして生まれたか、なぜ大谷はMVPを獲得できたのかなどを解明する。ロサンゼルス・エンゼルスの記者が1460日間密着させて完成させた。
大谷がトミー・ジョン手術によるリハビリテーションを行っていたというメジャーリーグでの活躍の裏側についても書かれている。
大谷の本質は、野球そのものと試合を可能な限り楽しもうとする姿勢にあるとして、大谷の凄さと秘密も書かれている。
同書には大谷がロサンゼルス・エンゼルスを選んだのは絆を感じたからで、自らがメジャーリーグで目標を達成させるのに最高の環境と感じたから、2012年に北海道日本ハムファイターズかメジャーリーグを選ばなければならない時に北海道日本ハムファイターズを選んだのもフィーリングで縁を感じたから、などと書かれている。
2022年7月25日付のオリコン週間BOOKランキングのスポーツ関連の部門で1位となる。